# Martina Osterried
Martina Osterried (1973) è un'ex sciatrice alpina tedesca.
Prima della riunificazione della Germania (1990) gareggiò per la nazionale tedesca occidentale.

## Biografia
Specialista delle prove veloci originaria di Pfronten, la Osterried debuttò in campo internazionale in occasione dei Mondiali juniores di Zinal 1990, dove vinse la medaglia di bronzo nel supergigante; in Coppa del Mondo ottenne il primo piazzamento il 22 gennaio 1993 a Haus in discesa libera (36ª), conquistò il miglior risultato il 14 marzo successivo a Hafjell in combinata (8ª) e prese per l'ultima volta il via il 7 dicembre 1995 a Val-d'Isère in supergigante, senza completare quella che sarebbe rimasta la sua ultima gara in carriera. Non prese parte a rassegne olimpiche o iridate.

## Palmarès

### Mondiali juniores
- 1 medaglia:
  - 1 bronzo (discesa libera a Zinal 1990)

### Coppa del Mondo
- Miglior piazzamento in classifica generale: 62ª nel 1993